# Spuren des Bösen: Sehnsucht
Sehnsucht ist ein deutsch-österreichischer Fernsehfilm aus dem Jahr 2019 und die achte Folge der Krimireihe Spuren des Bösen mit Heino Ferch in der Hauptrolle eines Kriminalpsychologen. Regie führte Andreas Prochaska. Das Drehbuch schrieb Martin Ambrosch.
Der Film schließt an die Ereignisse aus Wut an, bei denen Richard Brock lebensgefährlich verletzt wurde.

## Handlung
Nachdem Kriminalpsychologe Richard Brock absichtlich von einem Polizisten in den Rücken geschossen wurde, ist er zunächst auf einen Rollstuhl angewiesen. Seine persönlichen Probleme und sein erhöhter Whiskykonsum lähmen ihn, die polizeiinterne Korruption weiter aufzudecken, in die auch Kommissar Mesek verstrickt zu sein scheint. Brock wirkt verbittert und verbringt sein Tagwerk damit, mit einem Fernglas in die Fenster der Wohnungen gegenüber zu spähen. Eines Tages sieht er, wie dort ein Mord geschieht. Da er der Polizei nicht vertraut, ruft er zunächst seine Tochter an, die jedoch zu beschäftigt ist und nicht ans Telefon geht. Sein nächster Vertrauter und Freund ist Klaus Tauber, den er nun alarmiert und bittet, sich in der Wohnung umzusehen. Tauber findet die Wohnung aufgebrochen vor und tritt zögerlich ein. Aus Angst, möglicherweise dem Mörder noch zu begegnen, ruft er die Polizei. 
Kommissar Mesek zeigt wenig Verständnis für den Anruf, zumal weder eine Leiche noch irgendwelche Indizien für eine Straftat vorzufinden sind. Kurz darauf erscheint eine junge Frau, die vorgibt, die vermisste Nachbarin zu sein. Mesek glaubt Brocks Aussage deshalb nicht und stellt die Untersuchungen ein. Damit gibt sich Brock jedoch nicht zufrieden, zumal zwischen ihm und Mesek die Vorgänge aus der Vergangenheit stehen. Die einzige Verbündete, die er noch hat, ist seine Tochter Petra, und da sie bei der Polizei arbeitet, hofft er, dass sie ihm glaubt und den Fall ernst nimmt. Doch auch sie kann an der Faktenlage nichts ändern, denn die Nachbarin ist Leila Nymann, und der Mann, den ihr Vater gesehen haben will, ist ihr Ehemann Marc. 
Brock bleibt dabei, dass diese Leila Nymann nicht die Frau ist, die er seit zwei Monaten in der Wohnung gegenüber gesehen hatte. Dabei meint er nicht nur das äußere Erscheinungsbild der Frau, sondern auch ihr Verhalten. Zu der verschwundenen Nachbarin gehört auch ein Kleinkind, das allerdings noch da ist, aber von der jetzigen Mutter plötzlich nicht mehr gestillt wird. Er ist sich sicher, dass seine Nachbarin sterben musste, weil die Nymanns das Kind für sich haben wollten. Um eine DNA-Probe von Mutter und Kind zu bekommen, bittet er die Psychologin Brigitte Klein um Hilfe. Sie wurde von Brocks Tochter engagiert, sich regelmäßig um ihren Vater zu kümmern. Nach anfänglicher Ablehnung hat er sich auf sie eingelassen.
Die Untersuchung des Genmaterials ergibt, dass Leila Nymann tatsächlich die biologische Mutter des Babys ist. Somit vermutet Brock eine entgleiste Leihmutterschaft als Tatmotiv. Nach Recherche von Brocks Tochter hatte Leila Nymann zahlreiche Fehlgeburten, was die Vermutung des Psychologen stützt. Die Nymanns haben sich vermutlich eine Leihmutter gesucht, die Frau Nymann sehr ähnlich sah und alles lief gut, bis die Leihmutter sich geweigert hatte, ihr Kind herzugeben. Nach Brocks Ansicht muss sich die Leiche noch in dem großen Mietshaus gegenüber befinden. Denn in der Kürze der Zeit, in der Brock nach der Beobachtung der Tat gehandelt hatte, konnte Marc Nymann diese nicht wegschaffen. So schickt er erneut Brigitte Klein, um das herauszufinden. Während sie in den Kellerräumen des Mietshauses nachsehen will, wird sie aber von Marc Nymann überrascht, der sie im Affekt niederschlägt. Auf ihrem klingelnden Handy sieht er Brocks Namen und stellt entsprechende Schlussfolgerungen an. 
Ehe sich Brock wehren kann, wird er von Nymann überfallen, der nun mit einem Messer bewaffnet vor ihm steht. In seiner Notlage erklärt Brock Nymann dessen psychologische Beweggründe, die ihn zu seinen Taten getrieben haben. Schließlich sei nichts davon geplant gewesen und alles nur eine Verknüpfung unglücklicher Umstände, ausgehend von der starken Sehnsucht nach einem Kind. In seiner emotionalen Lage hätte Nymann kaum anders handeln können. Damit trifft er Nymanns wunden Punkt, und er legt das Messer weg. Doch reagiert Nymann nun anders als Brock es erwartet, denn er springt aus dem Fenster in den Tod. Leila Nymann, die dies von gegenüber mitansehen musste, tut es ihm gleich und stürzt sich mit dem Baby ebenfalls aus einem Fenster. Dabei kommt sie ums Leben, während das Kind unverletzt bleibt.

## Hintergrund
Gedreht wurde Sehnsucht vom 24. Mai bis zum 2. Juli 2018 in Wien und Umgebung. Die Fernsehpremiere erfolgte am 25. August 2019 im ORF und am 2. September 2019 im ZDF.
Die Geschichte von Sehnsucht erinnert an Das Fenster zum Hof von Alfred Hitchcock, wobei die Geschichte und auch Heino Ferch eigene Akzente setzen. Tilmann P. Gangloff meinte dazu, obwohl die „Geschichte nicht ausschließlich aus der Perspektive der Hauptfigur“ erzählt werde, sei „aber trotzdem der Transfer mehr als gelungen. Der Held von ‚Das Fenster zum Hof‘ ist ein Fotoreporter, also ein Mensch, bei dem ein gewisser Voyeurismus zum Berufsbild gehört. Brock wiederum muss als Psychiater tiefe Einblicke in die menschliche Seele nehmen, ist also, wenn man so will, ebenfalls ein Voyeur, der allerdings ohne technische Hilfsmittel auskommt. Umso interessanter ist das Psychoduell mit der Kollegin. Kein Wunder, dass der Film dieser Idee die unterhaltsamsten Szenen verdankt.“

## Rezeption

### Einschaltquote
Die Erstausstrahlung von Sehnsucht am 2. September 2019 im ZDF erreichte nur 4,46 Millionen Zuschauer und einen Marktanteil von 15,3 Prozent. Dies war dem Angebot der anderen TV-Sender geschuldet, denn RTL hatte zeitgleich die Jubiläumssendung 20 Jahre Wer wird Millionär im Angebot und SAT1 wartete mit dem Zuschauermagnet Fack ju Göthe 2 auf.

### Kritiken
Die Redaktion der Goldene Kamera beurteilt den Film:  „Obwohl diese Folge erstmals im Sommer spielt, ist die Inszenierung wie gewohnt düster und minimalistisch. Die Geschichte braucht etwas Zeit, um in Schwung zu kommen, doch dann erwacht sie zu einem spannenden Thriller mit schockierendem Finale. Katrin Bauerfeind und Heino Ferch glänzen dabei als gegensätzliches Psychiaterpaar.“
Rainer Tittelbach von Tittelbach.tv schrieb anerkennend: „Mit ‚Fenster-zum Hof‘-Referenzen, elaborierter Bildsprache und einem sich über mehrere Episoden erstreckenden Sub-Plot, der wie eine latente tödliche Bedrohung über der traurigen Existenz der Hauptfigur zu schweben scheint, gelingt es […] [den Filmemachern] mit ‚Sehnsucht‘ […] die stets hohe Qualität ihrer österreichisch-deutschen Krimidrama-Reihe ‚Spuren des Bösen‘ noch zu überbieten. Das Prinzip der Reduktion wird von der Handlung, der Sprache und dem Spiel ausgeweitet auf die Räume, auf die Blicke und Perspektiven.“ Tittelbach hofft auf weitere Folgen und meinte: „Über das Durchleuchten seelischer Abgründe und menschlicher Grundemotionen hinaus sind vielleicht sogar noch vielschichtigere, vielfältig spannende Geschichten möglich.“
Die Kritiker der Fernsehzeitschrift TV Spielfilm vergaben die beste Wertung (Daumen nach oben) und schrieben: „Mit Verve zelebriert das eingespielte Team aus Ferch, Regisseur Andreas Prochaska und Autor Martin Ambrosch den schnellen Wechsel zwischen gefühlvoll, spannend, witzig und gespenstisch. Der virile Ferch darf als Invalide sexy vor sich hin brodeln, das bittere Finale geht an die Nieren. Der horizontale Erzählstrang um den zwielichtigen Ermittler Mesek […] ist so clever eingebaut, dass auch Neueinsteiger der Handlung noch gut folgen können.“
Claudia Reinhard von der FAZ fasst zusammen: „Es hätte ihn kaum schlimmer treffen können. Seit den Kriminalpsychologen Richard Brock bei seinem letzten Fall eine Kugel erwischt hat, ist er auf einen Rollstuhl angewiesen. Ausgerechnet er, der Einzelgänger, der Klügste in jedem Raum, der stets Überlegene. Jetzt muss er bei den simpelsten Handgriffen um Hilfe bitten, seine Laune ist entsprechend noch düsterer als sonst. Und ein weiterer Umstand lässt seine großzügige Altbauwohnung zum Gefängnis werden: Das Wissen um ein korruptes Netzwerk innerhalb der Polizei, in dem auch Gerhard Mesek, der Vorgesetzte seiner Tochter Petra (Sabrina Reiter), mit drinhängt.“

## Auszeichnungen und Nominierungen
Romyverleihung 2020
- Auszeichnung in der Kategorie Bester TV-Film[10]